# Rebecca Johanna Salmson
Rebecca Johanna Salmson, född 4 december 1796 i Stockholm, död där 18 augusti 1861, var en svensk målare, tecknare och textilkonstnär.

## Biografi
Rebecca Johanna Salmson var dotter till hovgravören Salm Salmson och Lea Moses och från 1822 gift med fäktmästaren och konstnären Ludvig Persson Lundgren och mor till Johanna Carolina Weidenhayn, Pehr Henrik Lundgren och Lea Ahlborn samt brorsdottersdotter till Aron Isak.
Salmson medverkade redan som fjortonåring vid Konstakademiens utställning 1811 med två alster tecknade och sydda på sidentyg. Hon medverkade i Götiska förbundets utställning 1818 med fem arbeten som bestod av blomsterstycken och vattenfallsbilder.